# Hydrocenoidea
Super-famille
Hydrocenoidea est une super-famille de mollusques gastéropodes terrestres.

## Liste des familles
Selon World Register of Marine Species (29 novembre 2018) :
- famille Hydrocenidae Troschel, 1857